# Дорогое удовольствие
«Дорогое удовольствие» — советский художественный фильм 1988 года, комедия-притча режиссёра Леонида Марягина.

## Сюжет
У инженера Игоря есть семья. Он работает в конструкторском бюро и, как и многие другие инженеры в СССР, зарабатывает мало, еле сводя концы с концами. При этом Игорь хорошо разбирается в ремонте автомобилей — сначала он занимается этим случайно для своего удовольствия, но постепенно хобби перерастает в постоянное занятие, приносящее хороший доход. Быстро появившиеся большие деньги портят Игоря, из бескорыстного он превращается в прагматичного, не делающего ничего бесплатно человека.

## В ролях
- Сергей Мигицко — Игорь Кравцов (инженер)
- Лариса Кузнецова — Люся Кравцова (жена Игоря, микробиолог)
- Федя Леденёв — сын Игоря
- Александр Вокач — Виктор Васильевич (начальник группы конструкторского бюро, в которой работает Игорь)
- Александр Стариков — Покровский (сотрудник, с которым Игорь играл в шахматы)
- Валентин Гафт — Вильям Тер-Иванов (состоятельный человек, доставший для Игоря культуру грибка)
- Олег Табаков — Семён Григорьевич (стоматолог-хирург)
- Галина Шостко — Варвара Тимофеевна (стоматолог-хирург)
- Георгий Бурков — снабженец запчастей
- Пётр Щербаков — Василий Кузьмич (помощник Игоря по ремонту автомобилей)
- Резо Эсадзе — Савелий Викторович (начальник на работе Люси)
- Надежда Бережная — Зиночка (беременная сотрудница на работе Люси)
- Владимир Фенченко — театральный режиссёр
- Валерий Головатюк — художник
- Виталий Фетисов — архитектор
- Геннадий Ялович — интеллигент со старым автомобилем, которому не по карману услуги автомастеров
- Юрий Волынцев — начальник
- Константин Борисов — приёмщик бутылок
- Виктор Дёмин — врач, сопровождающий беременных женщин в автобусе
- Ильгиз Булгаков — Волков (модельер)

## Критика
Фильм посмотрели в год проката 16 млн зрителей, но в дальнейшем он был забыт, по словам А. Фёдорова: «канул в заэкранье»., критикой был расценён как слабый:

комедия «Дорогое удовольствие», в которой режиссер Леонид Марягин и сценарист Александр Розанов старое как мир моралите о преимуществах честной бедности перед преступным богатством оснастили сомнительного свойства шутками на перестроечные темы.— журнал «Огонёк», 1988

Спору нет, в комедии Леонида Марягина «Дорогое удовольствие» немало едких сатирических уколов. Однако и комические ситуации, и сатирические колкости довольно однообразны и не отличаются особой выдумкой и хорошим вкусом. А финал картины вышел просто удручающим в своей назидательности. Сюжет, согласитесь, неплох для «Фитиля», короткой юморески. Но для фильма на полтора часа?— А. Фёдоров
При этом киноведами отмечается типичные для «перестроечного» кино элементы эротики с «радикально голыми девицами легкого поведения» (Ю. Поляков) как способ «под занавес выпустить „коронный“ козырь для „оживляжа“ зрительского внимания: парад полуголых девиц, демонстрирующих „топлес“» (А. Фёдоров).